# New criticism

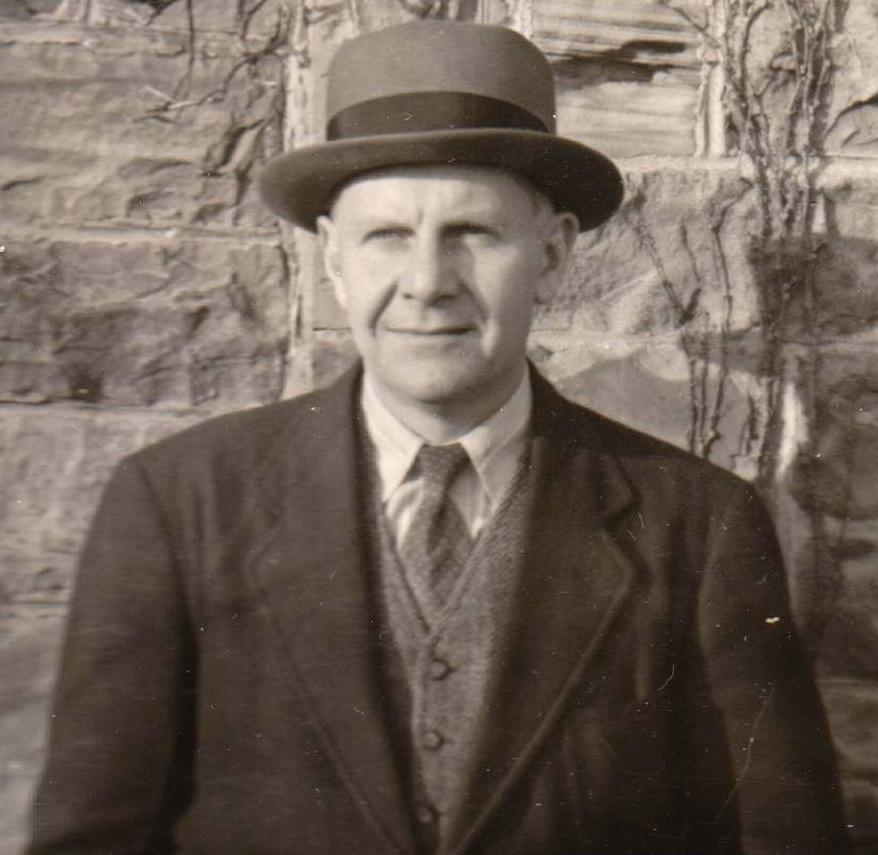
John Crowe Ransom au Kenyon College, 1941

Le new criticism est le courant dominant de la critique littéraire anglo-saxonne des années 1920 jusqu'au début des années 1960. Il se fonde en particulier sur le close reading (« lecture attentive »).

## Personnalités du New criticism
- Allen Tate
- Monroe Beardsley
- Cleanth Brooks
- T. S. Eliot
- William Empson
- F. R. Leavis
- John Crowe Ransom
- Ivor Armstrong Richards
- Robert Penn Warren
- William K. Wimsatt